# Touroua
Touroua est une commune du Cameroun située dans la région du Nord et le département de la Bénoué, à proximité de la frontière avec le Nigeria.

## Population
Lors du recensement de 2005, la commune comptait 40 674 habitants, dont 8 849 pour Touroua Ville.

## Structure administrative de la commune
Outre Touroua proprement dit, la commune comprend les villages suivants :
- Bandang
- Barnaké
- Bodel
- Boguel
- Borongo
- Boudang Aossani
- Boudang Haoussare
- Boudang Touilbéré
- Erque
- Foradjé
- Gabako
- Golombi
- Guiré
- Holchi
- Kédé
- Kinada
- Kohi
- Kokoumi
- Koléré
- Kormori
- Kossel
- Kosselnialbi
- Koulawa
- Labaré
- Lamordé
- Lougoundé-Wélaré
- Malapé
- Mbaga
- Ofam
- Ourogarga
- Ourosoudé
- Padan
- Pindeling
- Rouneldé
- Soumoré
- Tapouzi
- Tépé